# ミラン・ステパノヴ
ミラン・ステパノヴ（ラテン語: Milan Stepanov, セルビア語: Милан Степанов, 1983年4月2日 - ）は、セルビア出身の元サッカー選手である。元セルビア代表である。現役時代のポジションはディフェンダー。

## 経歴

### クラブ
ステパノヴは2000年にFKヴォイヴォディナ・ノヴィ・サドで選手経歴をスタートし、5年後には主将を務めた。その後、国外へ活躍の場を移しトルコのトラブゾンスポルを経て2007年7月に350万ユーロの金額でポルトガルのFCポルトへ移籍 。同年11月28日に行われたUEFAチャンピオンズリーグ 2007-08グループリーグ、リヴァプールFC戦では試合には1-4で敗れたものの、ステパノヴ自身は高パフォーマンスをみせた。
しかし2年目になるとベテランのペドロ・エマヌエルの控えとなり、同じポジションのロランド・フォンセカが新たに加入するなど出場機会を失うようになった。2009年7月25日、スペインのマラガCFへレンタル移籍した 。

### 代表
ステパノヴはセルビア・モンテネグロ五輪代表として2004年のアテネオリンピックに出場。グループリーグC組でこの大会を制したアルゼンチン、オーストリア、チュニジアに敗れグループリーグ敗退という結果となった。
2005年11月、UEFA U-21欧州選手権への出場を賭けたクロアチアとの第2戦では貴重な得点を決め、本大会出場に導くと、翌2006年5月から6月にポルトガルで開催された本大会では、守備の中心選手としてチームを統率し準決勝進出に貢献した。
セルビア代表としては2006年8月16日のチェコとの親善試合でデビュー。2007年3月24日に敵地で行われたUEFA EURO 2008予選のカザフスタン戦に出場し（試合は1-2で敗退）、同月28日のポルトガル戦でもベンチ入りをした。